# Divja žena
Divja žena, ljubica in muščani je slovenska ljudska pravljica. Izšla je v Trstu leta 1986 v zbirki Pravce iz Benečije. Ilustriral jo je Alessio Petricig. V slovenščino jo je prevedla Živa Gruden.

## Povzetek vsebine
V starih časih je dolino Mužca prekrival velik gozd. Muščani so hodili vsak dan po drva in lovit divjačino. Nekega dne so trije lovci na Zatopolu zagledali divjo ženo in malo hčerkico. Ko je žena zagledala može, si je zadala malo na rame in jim ušla. Muščani bi jo bili radi ujeli, a je bila žena zelo hitra. Nekega dne je hčerkica sama nabirala maline na Ravanci, zagledal jo je lovec, jo ujel in odpeljal v vas. Muščani so se pomenili in jo zaprli v hišo. Hoteli so privabiti tudi njeno mamo in jo prepričati, naj živi skupaj z njimi. Pod večer se je žena bližala hišam in klicala malo Ljubico. Mama je slišala odgovor svoje hčere. Muščane je prosila, naj ji vrnejo Ljubico. Toda Muščani so želeli, da ostane pri njih. Dejala jim je, da če ji dajo hčerkico, da jih bo naučila delati maslo in sir. Muščani so se je nato usmilili in ji vrnili hčerkico. Ko sta bili daleč je žena zavpila: »Če mi ne bi vrnili hčerkice, bi vam povedala kaj napraviti iz sirotke!« Zavpili so naj jim pove, toda žene ni bili več.

## Analiza pravljice na podlagi teorije Clarisse Pinkole Estés
Pripovedovalec:
- tretjeosebni ali vsevedni

Književni čas:
- neznan ~ V starih časih...

Književni prostor:
- dolina Mužca

Književni liki:
- divja žena, lovci, mala Ljubica, Muščani

Sporočilo:
- vsak je lahko srečen le, če je svoboden

Divja ženska in njen plenilec
Tako kot v pravljici o Sinjebradcu, se tudi v obravnavani pravljici divja žena upre in pobegne plenilcu - lovcem. Clarissa Pinkola Estés pravi, da mora ženska uporabiti vse svoje sposobnosti, da bo prenesla kar bo videla. »Ženska z močno instinktivno naravo zazna notranjega plenilca.« Divji ženi je kratena osvoboda, ko jo lovci želijo odpeljati s seboj v vas. Izkaže se za pogumno, ko pride v vas po hčerkico; »ni več naivna, postala je zvita.« To dokaže takrat, ko se sooči z Muščani in zahteva svojo malo nazaj, v zameno pa jim obljubi, da jih bo naučila, kako se dela maslo in sir.

## Značilnosti ljudskega slovstva v povezavi z obravnavano pravljico
- uvodna fraza ~ Nekega dne, v starih časih...

- zaključna fraza ~ in žene ni bilo več, in živeli so srečno do konca svojih dni

- konstantna raba preteklika ~ je zagledal, so hodili...

- anonimnost ~ avtor ni imenovan

- slogovne značilnosti:
  - pomanjševalnice – hčerkica
  - okrasni pridevki – velik, divja, mala
  - ponavljanja – hčerkica, divja žena

- ustno izročilo: besedilo se je s pripovedovanjem prenašalo od ust do ust

## Interpretacija literarnih likov
- Divja žena je glavni literarni lik v obravnavani pravljici. Je skrbna ~ Ko je zagledala lovce, si je zadala malo na rame in ušla. izkaže se za iznajdljivo, ko pride iskat Ljubico veleva Muščanom, da jih bo naučila, kako se dela maslo in sir, če ji vrnejo njeno hčerkico.

- Muščani so prebivalci doline Mežca. Sprva delujejo neprijazni in okrutni, ko želijo divjo ženo in njeno hčerkico odpeljati s seboj v vas. Toda na koncu se izkažejo kot dobri ljudje, saj se divje žene usmilijo in ji vrnejo hčerkico.

## Motivno – tematske povezave
*gozd: V večini pravljic se gozd pojavlja kot temačen, v katerem se skriva plenilec oziroma ugrabitelj. Ta motiv se pojavi v pravljicah: Rdeča kapica,